# Robert de Kerchove

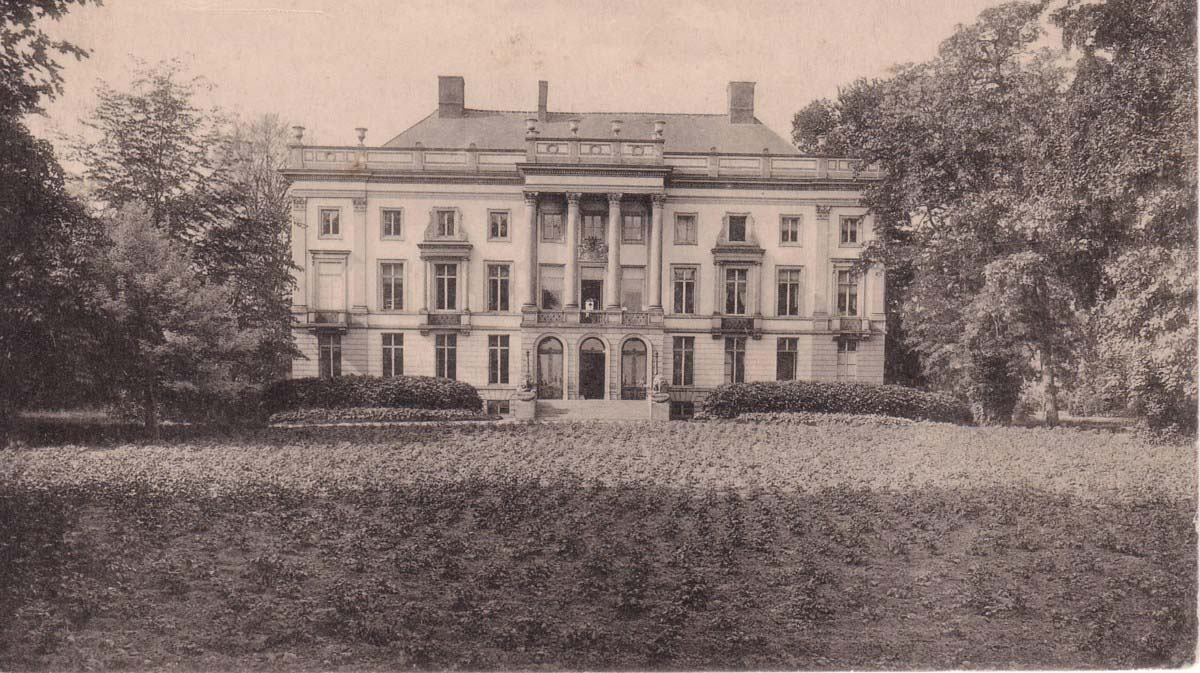
Het kasteel van Bellem, de ouderlijke woning van Robert de Kerchove. Een afbeelding na de verbouwingen van 1855-1860 in de neoclassicistische stijl.

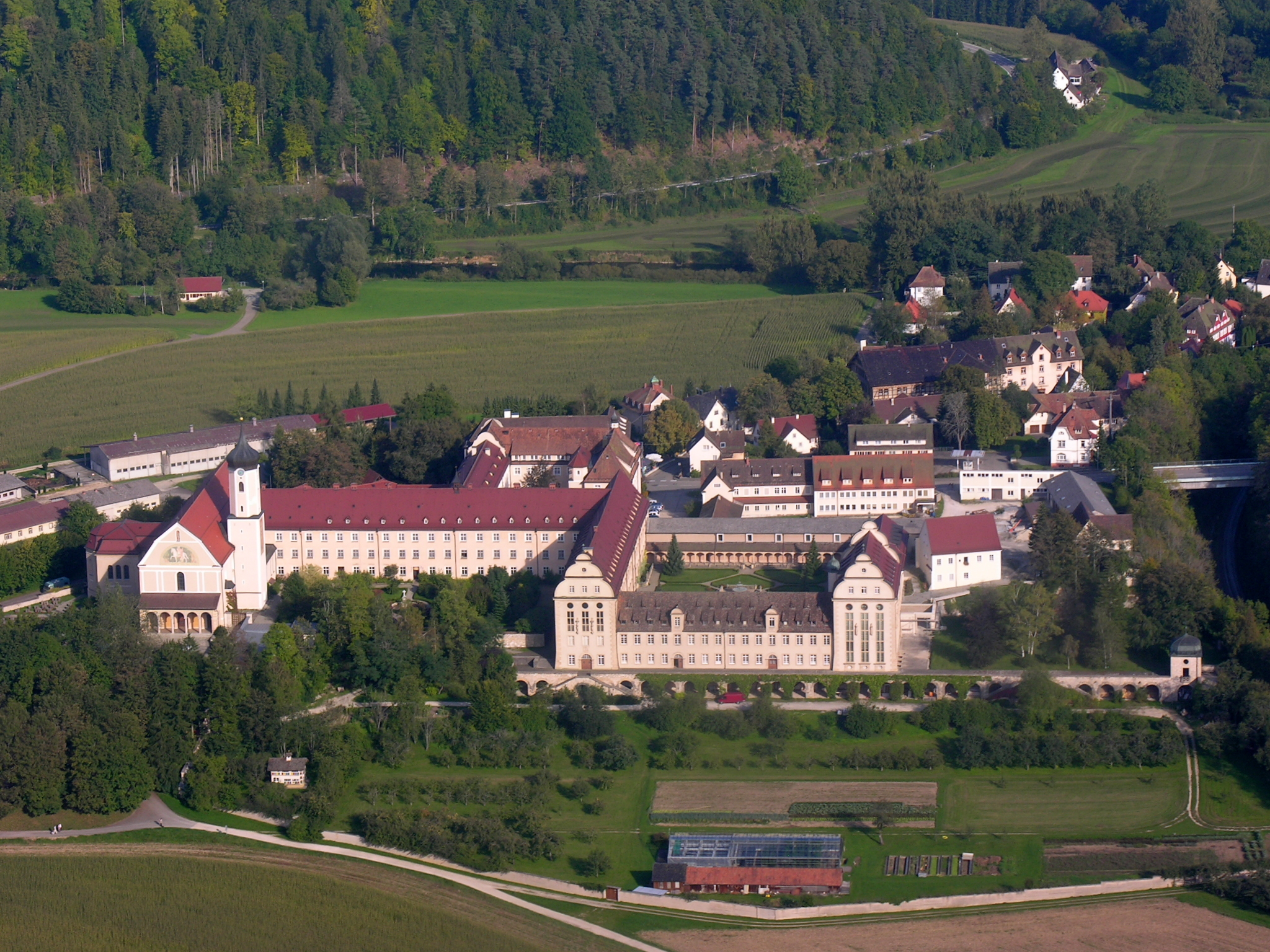
Het Klooster van Beuron.

Robert Marie de Kerchove (Bellem, 31 juli 1846 – Leuven, 9 april 1942), geboren als Alfred Marie Ghislain Robert de Kerchove, was de eerste abt van de Abdij van Keizersberg in Leuven.

## Familie
Alfred de Kerchove was de zoon van senator Frédéric de Kerchove (1805-1880) en van Elise De Naeyer (1812-1899), eigenares van het uitgestrekte domein en kasteel van Bellem, dat ze erfde van haar grootvader, de textielindustrieel Jacob Lieven van Caneghem. Het gezin telde 6 kinderen, met naast Alfred:
- Alice de Kerchove (1838-1877), die trouwde met jonkheer Albert d'Udekem d'Acoz (1828-1900). Zij zijn de betovergrootouders van prinses Mathilde van België.
- Paul-Emile de Kerchove (1840-1877) die trouwde met Pharaïlde de Pret Roose de Calesberg (1850-1933).
- Lucie de Kerchove (1842-1880), die trouwde met Edgard de Kerchove d'Ousselghem (1846-1926), burgemeester van Bellem en nadien van Landegem.[2]
- Eugène de Kerchove (met toevoeging 'd'Exaerde' bij K. B. 8/06/1885) (1844-1936), die Belgisch senator werd en trouwde met Irma de Kerchove d'Ousselghem (1844-1934)
- Valentine de Kerchove (1850-1936), die trouwde met Raymond de Kerchove (met toevoeging 'd'Exaerde' bij K. B. van 22/12/1888) (1847-1932) die gouverneur werd van de provincie Oost-Vlaanderen.

De zus van de abt – Alice – stierf in 1877 in het kraambed, bij de geboorte van haar elfde en doodgeboren kind. De dag ervoor was ook zijn broer Paul-Emile overleden. Drie kisten stonden opgebaard in het kasteel van Bellem, die de bewoners uit dorp en omgeving kwamen groeten.

## Levensloop
De Kerchove deed zijn middelbare studies aan het Sint-Michielscollege in Brussel (retorica 1863) en zijn universitaire studies in Namen en Gent. Hij werd kandidaat in de rechten (1866) en doctor in de politieke en administratieve wetenschappen (1868).
In 1875 voelde hij zich tot het kloosterleven aangetrokken en trad binnen in de pas gestichte abdij van Maredsous. Hij werd naar de abdij van Beuron (Baden-Württemberg) gezonden om er zijn noviciaat te volbrengen en legde in 1876 de kloostergeloften af. In 1878 werd hij tot priester gewijd.
In Maredsous kreeg hij als eerste opdracht de leiding te nemen over de bouwwerken van de abdijkerk, naar het ontwerp van architect Jean-Baptiste Bethune. Hij werd later prior van de abdij.

## Abdij van Keizersberg
In 1888 hadden de oud-leerlingen van de abdijschool, die in Leuven verder studeerden, een onderkomen gevonden in een tehuis, gelegen in de Onze-Lieve-Vrouwestraat. Dom Gerard van Caloen, later stichter van de Sint-Andriesabdij bij Brugge, was er rector en geestelijk begeleider. Op 6 maart 1889 werd hij opgevolgd door dom Robert de Kerchove, die tevens de opdracht kreeg een geschikte plaats te zoeken voor een nieuw te stichten abdij. Uiteindelijk viel zijn keuze op de Keizersberg, in de volksmond ook “Bollenberg” geheten. In december 1895 werd grond aangekocht. De nieuwe abdij werd in neoromaanse stijl gebouwd, onder de leiding van architect Pierre Langerock. Begin 1899 was de noordvleugel af.
Nadat zich in april 1899 veertien monniken in de nieuwe abdij waren komen vestigen, werd in augustus dom Robert aangesteld als eerste abt. Tot zijn prior benoemde hij dom Columba Marmion (in 2000 zalig verklaard), die in 1909 abt van Maredsous zal worden. In 1909 gaf dom Lambert Beauduin, die later de Abdij van Chevetogne zal stichten, vanuit de Keizersberg de eerste stoot aan zijn liturgische beweging.
In 1904 werd de oostvleugel afgewerkt en in 1908 de zuidvleugel, noodzakelijke uitbreiding gelet op de vele intreden van kandidaten (de abdij telde weldra zeventig monniken), op de jonge monniken van andere abdijen, op de oud-leerlingen van abdijscholen die in Leuven kwamen studeren en op de vele gasten die de abdij bezochten. In 1906 werd het monumentale beeld van O.-L.-Vrouw opgericht. In 1907 werd het gregoriaans jongenskoor gesticht.
In 1928 werd abt de Kerchove opgevolgd door Bernard Capelle. Hij bleef nog gedurende enkele jaren voorzitter van de Belgische congregatie van benedictijnen, een taak die hij in 1919 op zich had genomen.